# Johan Åsard
Johan Henrik Åsard, född 6 april 1961, är en svensk journalist och TV-producent.
Åsard är framför allt uppmärksammad för sitt arbete som chef för Kalla fakta i TV4 samt för den flerfaldigt prisbelönta granskningen av drottning Silvias far Walther Sommerlaths förflutna, Sanningen om Sommerlath (internationell titel: A Royal Nazi Secret).

## Biografi
Åsard har sin bakgrund i dagspressen och hade sin första anställning som vikarierande reporter på Avesta Tidning 1983. Han är utbildad på Poppius Journalistskola och Stockholms Universitet. Via Lidingö Tidning, Svenska Dagbladet och Expressen kom han att arbeta nära tre år som reporter på Aftonbladet fram till 1994, då han övergick till att bli frilansande redaktör, reporter och producent för TV4 och produktionsbolag som Dabrowski TV, Meter Television och Svensk Filmindustri. Han har även medverkat som skribent i tidningar som Magazine Café, Veckans Affärer och Vision. 
Åsard har producerat flera uppmärksammade och internationellt prisbelönta dokumentärer såsom Hederns Pris (Price of Honor) om mordet på Pela Atroshi, Dödligt Spel (Killing games) om den omdebatterade forskningen kring våldsamma dataspels påverkan på ungdomar, Dödligt Begär (Fatal Addiction) om tobaksindustrins strategier för att värva nya konsumenter samt Guldrushen (The Gold Rush - i samarbete med Folke Rydén), i vilken dokumentärfilmarna följde världens snabbaste människor i deras jakt på guldmedaljer och berömmelse inför OS i Sydney. Guldrushen visades i närmare 30 länder.
Åsard har varit chef och ansvarig utgivare för Nyhetsmorgon, TV4, 2005-2006 samt för nyhetsredaktionen på Aftonbladets TV-kanal TV7 2007. 2008 anställdes han som chef för Kalla fakta, TV4. 2013 kom han ut med boken Drottningens hemlighet. Sedan juni 2018 arbetar han på nytt som frilansande TV-producent i eget bolag, Asard Productions AB, med inriktning på granskande journalistik och dokumentärproduktion.
Åsard är sedan 2015 ledamot i Guldspadejuryn, Föreningen Grävande Journalister.
1984-1987 var Åsard medlem i det svensk-amerikanska funkbandet Fred´s Laundry, där han spelade keyboards. 1985 gav Fred´s Laundry ut LP:n Big Man.

## TV-produktion i urval

### Redaktör
- Stina om ..., TV4
- Lag och Moral, TV4
- Svart eller vitt, TV4
- Efter sju, TV4
- Nyheterna, TV4
- Nyhetsmorgon, TV4
- Helt ärligt, TV4
- Drevet, TV4
- Kvällsöppet med Ekdal, TV4
- Sverige möts, SVT

### Redaktionschef
- Kalla fakta, TV4
- Nyhetsredaktionen, TV7/Aftonbladet
- Nyhetsmorgon, TV4

### Dokumentärproducent
- Guldrushen (The Gold Rush)
- Dödligt begär (Fatal Addiction)
- Hederns Pris (Price of Honor)
- Dödligt Spel (Killing Games)
- Tre dagar med Victoria
- A Royal Nazi Secret
- Ett tal blir till[19][20][21]

## Utmärkelser
- Kristallen 2011
- The New York Festivals
- Banff Rockie Awards
- Guldklappan